# Генерал-губернатор
Генера́л-губерна́тор (англ. governor-general) — призначений представник голови держави або уряду для управління певною територією, зазвичай колоніальною.

## Російська імперія
В Російській імперії з 1775 року генерал-губернатор — вища урядова особа в губернській адміністрації, яка очолювала генерал-губернаторство. До 1775 року звання генерал-губернатор було почесним.
З 1708 року очолювали органи колоніальної адміністрації в Київській губернії (перший — Михайло Лєонтьєв). В цей період цивільна влада належала гетьманському правлінню, а генерал-губернатор здійснював нагляд за військовими справами і обороною кордонів. Київський генерал-губернатор мав повноваження вести переговори з Кримським ханством, Туреччиною і Польщею.
Після проведення Катериною II в 1775 році губернської реформи, влада генерал-губернатора, особливо в колоніальних володіннях Росії, набула характеру військової диктатури. Бувши головою всієї військової, адміністративної, судової й фінансової влади, генерал-губернатор мав практично необмежені повноваження. Генерал-губернатор був одночасно і командувачем військами військового округу. Призначався царем. Здебільшого на посаду генерал-губернатора призначались найреакційніші й найбільш шовіністично настроєні російські генерали.
У різний час в Україні функції генерал-губернатора виконували, відомі своїми антиукраїнськими заходами Петро Румянцев, Дмитро Бібіков, Григорій Бобринський.

## Інші держави
В країнах, що були володіннями Великої Британії король призначав свого адміністратора — генерал-губернатора, наприклад в Австралії, Канаді, Цейлоні (Шрі-Ланці) і т. д. Так само були генерал-губернатори у володіннях Франції, Португалії, Бельгії, Нідерландів і т. д. Зараз існує посада генерал-губернатора як представника монарха В.Британії в тих незалежних державах світу, які є монархіями на чолі з королевою Великої Британії. Це, наприклад Канада, Австралія, Нова Зеландія, Сент-Люсія і т. д.